# Casa Grande (Mojinete)
Casa Grande ist eine Ortschaft im Departamento Potosí im südamerikanischen Anden-Staat Bolivien.

## Lage im Nahraum
Casa Grande ist zentraler Ort des Kanton Casa Grande im MunicipioMojinete in der Provinz Sur Lípez. Die Ortschaft liegt auf einer Höhe von 3389 m am linken Ufer des Río San Juan del Oro, der einer der Quellflüsse des Río Pilcomayo ist.

## Geographie
Casa Grande liegt im Höhenzug der Cordillera de Lípez am Südrand des bolivianischen Altiplano direkt an der argentinischen Grenze. Das Klima der Region ist ein typisches Tageszeitenklima, bei dem die mittlere Temperaturschwankung im Tagesverlauf deutlicher ausfällt als im Ablauf der Jahreszeiten.
Die Jahresdurchschnittstemperatur der Region liegt bei knapp 8 °C (siehe Klimadiagramm Mojinete), die Monatswerte schwanken nur unwesentlich zwischen knapp 3 °C im Juni/Juli und 11 °C von Dezember bis Februar. Der Jahresniederschlag liegt bei niedrigen 230 mm, die Monatsniederschläge liegen unter 10 mm in dem Winterhalbjahr von April bis Oktober und erreichen nur von Dezember bis Februar Werte von 50 bis 60 mm. 

## Verkehrsnetz
Casa Grande liegt in einer Luftlinien-Entfernung von 265 Kilometern südlich von Potosí, der Hauptstadt des Departamentos.
Die Ortschaft ist mit dem Fahrzeug über Land kaum zu erreichen, die direkte Verbindung mit dem bolivianischen Straßennetz bietet zur Trockenzeit das Flusstal des Río San Juan del Oro, der an Mojinete vorbeiführt, dem zentralen Ort des Landkreises.

## Bevölkerung
Die Einwohnerzahl der Ortschaft lag bei der vorletzten Volkszählung von 2001 bei 78 Einwohnern, Daten der Volkszählung 2012 liegen noch nicht vor:
| Jahr | Einwohner | Quelle       |
| ---- | --------- | ------------ |
| 1992 | .         | Volkszählung |
| 2001 | 78        | Volkszählung |
| 2012 | 201       | Volkszählung |
| 2024 |           | Volkszählung |

Die Region weist einen hohen Anteil an Quechua-Bevölkerung auf, im Municipio Mojinete sprechen 94,5 Prozent der Bevölkerung die Quechua-Sprache.